# Hydrovatus obtusus
Hydrovatus obtusus är en skalbaggsart som beskrevs av Victor Ivanovitsch Motschulsky 1855. Hydrovatus obtusus ingår i släktet Hydrovatus och familjen dykare. Inga underarter finns listade i Catalogue of Life.